# Kampala
Kampala (pron. /kam'pala/) è la capitale dell'Uganda e, con una popolazione di 1 875 834 abitanti (2024), ne è la principale città. È situata a pochi chilometri dalle rive del lago Vittoria, a un'altitudine di 1 189 metri sul livello del mare.

## Origine del nome
Prima dell'arrivo degli inglesi il sovrano del regno di Buganda scelse l'area in cui poi sorse la città come una delle sue aree di caccia preferite : la zona era ricca di colline ed abbondavano diverse specie di antilopi, in particolare gli impala. Al loro arrivo i britannici chiamarono l'area Hills of the Impala (colline degli impala). La parola impala è di origine zulu ed era già in uso presso gli inglesi che l'avevano acquisita in Sudafrica. Il termine fu tradotto in Luganda, la lingua in uso nel regno di Buganda, e la definizione "collina degli impala" fu tradotta in Kasozi ka Empala - Kasozi significa 'collina', ka sta per 'degli' e empala per 'impala'. Nella pronuncia 'ka' e 'empala' risultano unite e divengono Kaampala : da qui originò il nome Kampala.

## Storia
Kampala si sviluppò attorno ad un forte costruito da Frederick Lugard nel 1890 per la Compagnia britannica dell'Africa Orientale. Dal 1900 al 1905 fu capoluogo del protettorato britannico dell'Uganda e nel 1962 prese il posto di Entebbe come capitale nazionale. Gran parte della città venne distrutta durante la guerra tra Tanzania e Uganda, il rovesciamento della dittatura di Idi Amin e la conseguente guerra civile (1979).
In passato la città era la capitale del regno di Buganda, di quel periodo sopravvivono diversi edifici, tra cui le Tombe di Kasubi (costruite nel 1881), il Parlamento del Buganda, il Tribunale del Buganda e il luogo dell'incoronazione di Naggalabi Buddo.

## Monumenti e luoghi d'interesse
- Il campus principale dell'Università Makerere, uno dei principali istituti di educazione superiore dell'Africa centrale e orientale, si trova nella zona del colle Makerere.
- Come per molte altre città, si dice che Kampala sia costruita su sette colli, di cui Makasero è quella centrale, sede del centro amministrativo e della zona residenziale più benestante. I sobborghi comprendono Kololo, sede del Museo Ugandese, Namirembe, con la Cattedrale di Namirembe, Kibuli, con la Moschea di Kibuli, e Rubaga, dove si trova la Cattedrale di Rubaga.
- Altri luoghi caratteristici della città sono le cascate Ssezibwa, il Teatro Nazionale Ugandese, il Mercato di Owino e il Mercato di Nakasero. Kampala è nota anche per la sua vita notturna e per il suo casinò.

## Clima
| Kampala             | Mesi | Mesi | Mesi | Mesi | Mesi | Mesi | Mesi | Mesi | Mesi | Mesi | Mesi | Mesi | Stagioni | Stagioni | Stagioni | Stagioni | Anno  |
| Kampala             | Gen  | Feb  | Mar  | Apr  | Mag  | Giu  | Lug  | Ago  | Set  | Ott  | Nov  | Dic  | Inv      | Pri      | Est      | Aut      | Anno  |
| ------------------- | ---- | ---- | ---- | ---- | ---- | ---- | ---- | ---- | ---- | ---- | ---- | ---- | -------- | -------- | -------- | -------- | ----- |
| T. max. media (°C)  | 28,2 | 28,1 | 27,6 | 26,4 | 25,8 | 25,6 | 25,2 | 25,7 | 26,5 | 26,9 | 27,0 | 27,1 | 27,8     | 26,6     | 25,5     | 26,8     | 26,7  |
| T. min. media (°C)  | 16,1 | 16,2 | 16,8 | 16,7 | 16,5 | 15,7 | 15,1 | 15,2 | 15,5 | 16,1 | 16,2 | 15,9 | 16,1     | 16,7     | 15,3     | 15,9     | 16,0  |
| Precipitazioni (mm) | 64   | 74   | 135  | 180  | 133  | 72   | 62   | 85   | 109  | 133  | 153  | 93   | 231      | 448      | 219      | 395      | 1 293 |

## Economia
Sono presenti manifatture di mobili e parti meccaniche. I prodotti agricoli da esportazione sono caffè, cotone, tè, e zucchero.
L'aeroporto Internazionale di Entebbe si trova a 35 km di distanza, mentre il porto principale, Port Bell sulla riva del Lago Vittoria è a 10 km di distanza.
Vi sono collegamenti ferroviari con Nairobi, mentre i collegamenti con Malaba, Kasese e Pakwach riguardano solo i treni merci.
A Kampala si trova la sede della East African Development Bank.

## Sanità
Secondo un'indagine del 2004/05 da parte del Ministero della Sanità, Kampala ha il più alto tasso di infezione da HIV in Uganda. Il 9,2% degli adulti e il 47% delle prostitute della città sono infetti.